# Вишневская, Мария Фёдоровна
Мария Фёдоровна Вишневская (бел. Марыя Фёдараўна Вішнеўская; 1 августа 1915, Солоное, Жлобинский район — 2000) — советская рабочая-птичница, Герой Социалистического Труда (1966).

## Биография

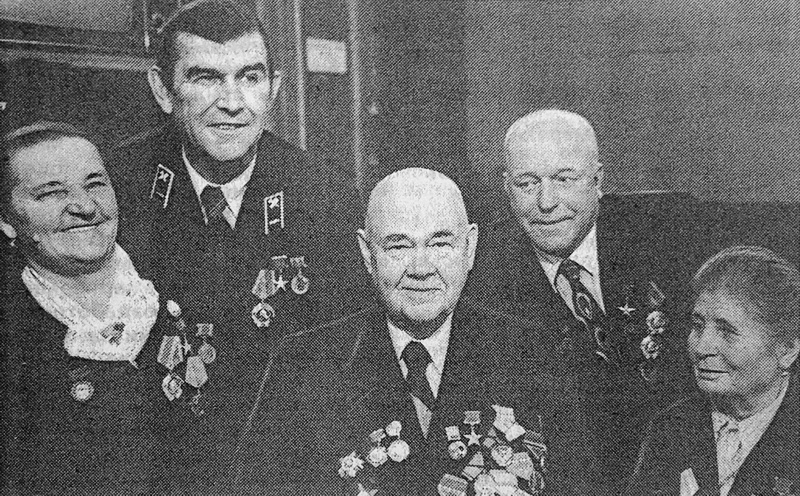
Герои Социалистического Труда Жлобинского района (слева направо) А. И. Литош, А. П. Шебуняев, М. Г. Маршин, А. Д. Конопляников, М. Ф. Вишневская.

С 1929 года — рабочая, в 1945—1970 годах — рабочая-птичница совхоза «Жлобин» Жлобинского района.
Звание Героя присвоено за успехи в развитии животноводства, увеличении производительности и заготовок сельскохозяйственных продуктов.

## Награды
- Медаль «Серп и Молот»
- Орден Ленина
- Золотая медаль ВДНХ
- Серебряная медаль ВДНХ
- 4 бронзовых медали ВДНХ

## Память
- Имя М. Ф. Вишневской на Аллее Героев в Жлобине (Гомельская область)[2].
- В честь М. Ф. Вишневской названа пионерская дружина школы в Солоное. В пионерской комнате собраны материалы о жизни знаменитой землячки. Ежегодно здесь проходят уроки памяти, посвящённые Марии Фёдоровне. Материалы о Вишневской есть и в Жлобинском историко-краеведческом музее, а также в краеведческой комнате центральной районной библиотеки имени Н. К. Крупской.